# Otto-Stoessl-Preis
Der Otto-Stoessl-Preis wird seit 1982 alle zwei Jahre vom Kuratorium der Otto-Stoessl-Stiftung in Graz an namhafte deutschsprachige Autoren vergeben.
Der Preis erinnert an den Schriftsteller Otto Stoessl (1875–1936). Gestiftet wurde der Preis von seinem Sohn Franz Stoessl (1910–1988), einem Grazer Altphilologen, der anfangs den Preis direkt finanzierte und in seinem Testament eine Stiftung begründete, die seither diese Aufgabe übernimmt. Der Preis ist mit 4000 Euro dotiert (Stand 2018).

## Preisträger
- 1982 Annemarie Moser
- 1984 Wolfgang Kirchner
- 1986 Marianne Gruber
- 1988 Franz Richter
- 1990 Inge Merkel
- 1992 Andrea Wolfmayr
- 1994 Paulus Hochgatterer
- 1996 Maxim Biller
- 1998 Evelyn Schlag
- 2000 Josef Winkler
- 2002 Jakob Michael Perschy
- 2004 Olga Flor[2]
- 2006 Evelyn Grill
- 2008 Egyd Gstättner
- 2010 Andrea Grill
- 2012 Angelika Reitzer[3]
- 2014 und 2016 keine Verleihung
- 2018 Iris Wolff